# Asterix och hans tappra galler
Asterix och hans tappra galler (fr. Astérix le gaulois) är det första albumet i en serie av klassiska seriealbum, skrivna av fransmännen René Goscinny och illustrerade av Albert Uderzo och vars huvudperson är den modige gallern Asterix. Denna den första berättelsen i serien publicerades första gången 29 oktober 1959–14 juli 1960 i den franska serietidningen Pilote (serien startade samtidigt som tidningen). I Frankrike kom historien ut i albumform 1961, och i Sverige 1970. Albumet finns med på den franska listan över århundradets 100 böcker enligt Le Monde.

## Handling
I den här första Asterix-historien presenteras den galliska byn och dess invånare, på en udde vid nordkusten av Aremorica. Grundhistorien kretsar kring hur ledaren för det närbelägna romerska härlägret får reda på att gallerna i byn har ett hemligt vapen. Genom att gillra en fälla lyckas romarna tillfångata gallernas druid, och därefter försöker de få honom att avslöja sin hemlighet. Sedan även den modige gallern Asterix blivit fången hos gallerna, kommer de två på en idé för att låta romarna tillverka en trolldryck åt dem. Men de avslöjar inte vilken sorts dryck de tänker koka ihop (utom att den uppenbarligen kräver jordgubbar). Under tiden smider härlägrets ledare, centurionen Gaius Bonus, planer för att med hjälp av gallernas "hemliga vapen" störta självaste Julius Cæsar.
Historien tar en "hårresande" ände, efter att det hemliga vapnets effekter visat sig. Centurionen konfronteras med den han velat störta från makten och får lov att svara på frågan:
| ”              | Vill du ge till kejsaren, vad kejsaren tillhör? | „ |
| – Julius Cæsar |                                                 |   |

## Roller
Här listas figurerna i historien, denna den första i serien. Detta kompletteras med beskrivningar utifrån hur de presenteras i berättelsen. Namnen är i första hand enligt 1970 års översättning.

### Galler
- Obelix (seriesida 1) – korpulent galler med apitit för vildsvin, bautastensleverantör med blåvitrandiga byxor, vill också dricka trolldryck
- Asterix (1) – liten men kraftfull galler, Obelix vän
- Miraculix (3) – druid i den galliska byn, vill inte bli skrämd när han skördar mistel från en ek
- Majestix (6) – hövding i den galliska byn, en något pompös man som låter sig bäras omkring stående på en sköld buren av två tjänare
- Troubadix (6) – gallernas bard, vars sång och musik inte uppskattas av de andra byborna
- Armamix (11, senare översättningar: Smidefix; franska: Cetautomatix) – smed som hamrar till svärd med bara händerna
- gallisk kreaturshandlare (21) – lättsam och lättlurad man som genom Asterix försorg blir inblandad i de gallisk-romerska mellanhavandena

### Romare
- Julius Cæsar (1, stavat som Julius Caesar i senare svenska översättningar) – romarnas ledare och Vercingetorix besegrare
- Gaius Bonus (2, franska Caius Bonus[3]) – centurion i det befästa romerska lägret Lillbonum
- Julius Pompilius (2) – (decurion) i Lillbonum
- Marcus Sacapus (5, ordlek med franskans sac à pus – varböld) – Gaius Bonus närmaste man[4]
- Caligula Minus (5) – förlorare i leken Hela havet stormar, vilket innebär att han skickas ut för att ta reda på gallernas hemlighet. Går som hemlig agent under täcknamnet Caliguliminix.
- Tullius Octopus (19) – stor och glad legionär
- lägrets tortyrknekt (20, tortyrspecialist) – vältränad och längtar efter att få använda sina redskap
- Gracchus Sextilius och Claudius Quintilius (22) – två lägervakter

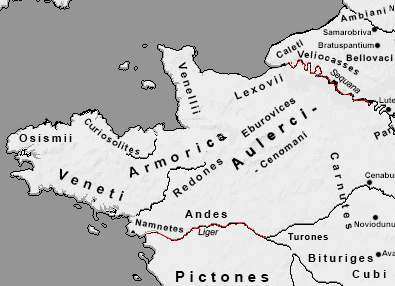
Historien utspelar sig i Ar(e)morica, den galliska landsända som långt senare skulle få namnet Bretagne.

## Stil
Vissa av gallernas roller är i den här inledningshistorien ännu inte riktigt utmejslade. Obelix har här en något tillbakadragen roll, medan det är Asterix assisterad av främst Miraculix som driver historien. I övrigt framstår gallernas som ett kollektiv, utan de tydliga egenheter och svagheter som Majestix och andra senare skulle kännetecknas med. Varken Idefix eller Crabbofix har ännu introduerats, och i den första svenska översättningen är originalets Cetautomatix översatt som Armamix (namnet står enbart på en skylt); senare översättningar har dock översatt honom som Smidefix, ett namn han fick i senare album, även om denne ännu inte är sig lik.
Dessutom syns inte en enda kvinna till på någon av de 44 seriesidorna. Folkdansandet i par och turer på seriesida 19 sker sålunda uteslutande mellan män, och endast män (samt en liten obestämdbar hund) syns runt borden vid den avslutande segerfesten.
Även teckningsmässigt märks att albumet är det första. Obelix rondör är mindre markerad än som en allmän kraftighet, Miraculix skäggprydda ansikte och höga kroppshållning gör honom mer vördnadsbjudande och mindre mänsklig än i senare album, och hos romarna är Julius Cæsar mest en allmän maktfigur. Först i senare album utmejslas den humoristiska sidan hos romarnas ledare, kopplat till hans återkommande frustration och förvåning över gallernas envishet och förslagenhet. Vad gäller Obelix börjar han berättelsen som en som blir mätt på delar av ett vildsvin; redan på seriesida 12 har hans aptit dock vuxit till välkänd och mer glupande storlek.
Redan i detta första album finns det dock gott om latinska citat och referenser till klassisk kultur. I serieruta två nedlägger den besegrade Vercingetorix ned sina vapen vid Cæsars fötter, och innan första seriesidan är till ända har läsaren fått sig till livs fyra latinska uttryck: Quid? ("Vad?"), Ipse facto! ("Skall ske!"), Sic! ("Så är det!") samt Vae Victis ("Ve de besegrade").
Här finns också exempel på avancerat serieberättande. På seriesida 11 finns exempel på fjärde väggen-berättande, när "Caliguliminix" vänder sig direkt till läsaren med sin kommentar; han har vid tillfället ingen annan att berätta saken för.

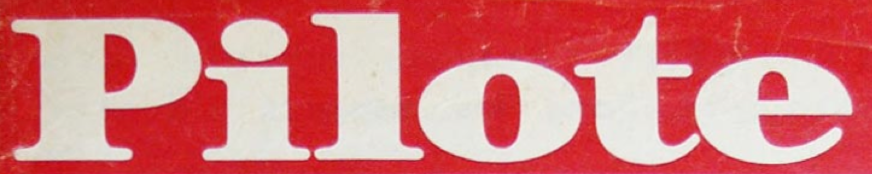
Historien började publiceras som följetong från och med premiärnumret av Pilote.

## Publiceringshistorik

### På franska
Den första Asterix-historien publicerades 1959–60, från och nummer ett av den veckoutgivna franska serietidningen Pilote. Serien lanserades som en av tidningens huvudserier, vid sidan av bland andra Röde piraten och Jaktfalkarna. Tidningens premiärnummer sålde omgående i 300 000 exemplar. Först 1961 kom den första franska albumutgåvan av historien, och den sålde till att börja med i 6 000 exemplar (först i och med Asterix och Kleopatra blev Asterix en miljonsäljande albumserie).

### Utgivning på svenska
Asterix och hans tappra galler har kommit ut i ett antal utgåvor/upplagor på svenska, alla på förlag tillhörande Egmont-koncernen. Vid starten 1970 var det Hemmets Journals Förlag, senare efterföljt av Serieförlaget, Egmont Serieförlag, Egmont Kärnan och Egmont Kids Media Nordic. På systerförlaget Richters förlag har man tryckt vissa samlingsutgåvor.
- 1970 – 48 sidor (varav 44 seriesidor), inbunden och maskintextad, översättning av Björn Ragnarsson, Hemmets Journals Förlag
- 1970 – häftad variant av ovanstående
- 1970 – 2:a upplagan, som ovan
- 1972 – 3:e upplagan, som ovan
- 1974 – 4:e upplagan, som ovan, ISBN 91-7300-076-0
- 1979 – 5:e upplagan, översättning av Ingrid Emond, ISBN 91-7300-842-7
- 1985 – Asterix 1, inbunden samlingsbok med fyra Asterixalbum, Richters förlag
- 1989 – jubileumsutgåva, ISBN 91-7912-182-9
- 1998 – ny utgåva (handtextad), ISBN 91-7912-765-7
- 2001 – Asterix – den kompletta samlingen 1, inbunden samlingsbok med fyra Asterixalbum, Egmont Serieförlaget, ISBN 91-7269-138-7

## Filmversion
1967 bearbetades historien till tecknad långfilm.